# Adolf Jasper von Ahlefeldt
Adolf Jasper von Ahlefeldt, auch Adolf Jesper von Ahlefeldt (* 29. August 1712 in Hamburg; † 3. Dezember 1761) war ein deutscher Gutsbesitzer und Domherr des Domkapitels des Lübecker Doms.

## Leben

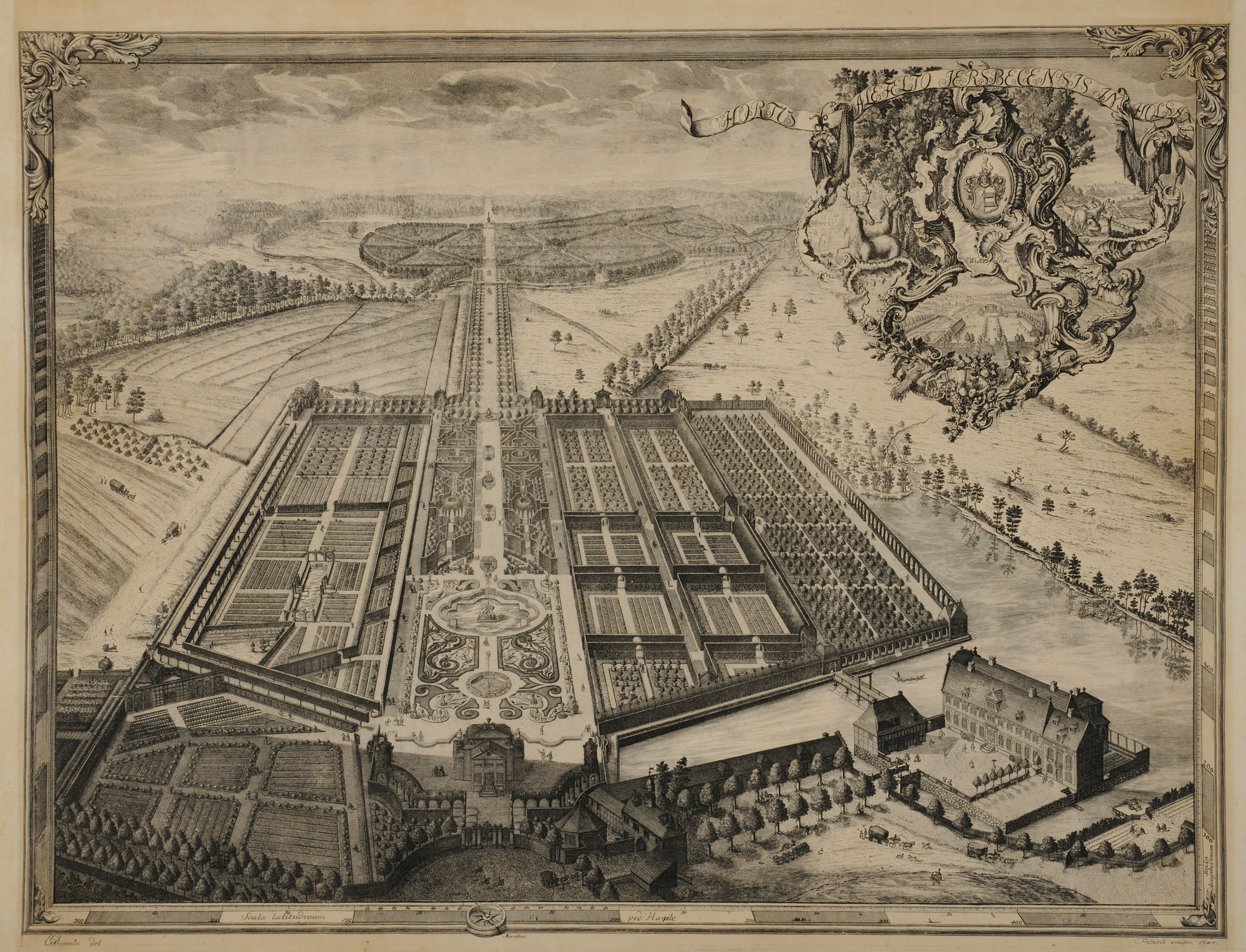
Gut Jersbek um 1747

Adolf Jasper von Ahlefeldt war der Sohn des Gutsherrn der holsteinischen Güter Jersbek und Stegen Benedikt von Ahlefeldt (1678–1757) und seiner ersten Ehefrau Anna Margaretha (von) Rantzau, geb. von Buchwaldt (1678–1730). Ahlefeldt war verheiratet mit Marie Anna geb. von Kurtzrock (1720–1789) aus  Wellingsbüttel, die Ehe blieb kinderlos. 1760 wurden beide für ihre glückliche Ehe mit dem Ordre de l’union parfaite ausgezeichnet.
Er wurde am 26. Juli 1719 Domherr des Lübecker Doms und 1735 zunächst Kammerjunker, stieg 1756 zum Kammerherrn auf. Durch einen Vertrag vom 1. Oktober 1754 übernahm er von seinem Vater die Güter Jersbek und Stegen im Kirchspiel Sülfeld, wo er sich ab 1756 überwiegend aufhielt.
In seinem Testament aus dem Jahre 1756 setzte er, da die Ehe kinderlos geblieben war, den jüngsten Sohn seiner Schwester (verh. Oberg), Benedikt (Bendix) Wilhelm von Oberg als Erben der Güter ein. Adolf Jasper von Ahlefeldt und später sein Neffe Benedikt Wilhelm Georg Baron von Oberg trieben die Güter Jersbek und Stegen innerhalb von nur 20 Jahren in den Ruin, sodass sie 1774 an Paschen von Cossel verkauft wurden.